# Cantó de Douvrin
El cantó de Douvrin és un cantó francès del departament del Pas de Calais, situat al districte de Béthune. Té 5 municipis i el cap és Douvrin.

## Municipis
- Billy-Berclau
- Douvrin
- Givenchy-lès-la-Bassée
- Haisnes
- Violaines

## Història
| Data d'elecció                           | Identitat       | Partit | Qualitat |
| ---------------------------------------- | --------------- | ------ | -------- |
| 1992-2004                                | Rémy Auchedé    | PCF    |          |
| 2004-2011                                | Fabien Pruvot   | PS     |          |
| 2011-                                    | Frédéric Wallet | PS     |          |
| les dades anteriors no són pas conegudes |                 |        |          |
|                                          |                 |        |          |

## Demografia
| A partir de 1990: Població sense dobles comptes |